# Castorino senza paura
Castorino senza paura (The Busy Beavers) è un film del 1931 diretto da Burt Gillett. È un cortometraggio d'animazione della serie Sinfonie allegre, distribuito negli Stati Uniti dalla Columbia Pictures il 30 giugno 1931. Il film fu animato da un team di sedici animatori (un record per la Disney dell'epoca), dei quali almeno sei hanno lavorato sul protagonista. È stato distribuito in DVD col titolo I castori indaffarati.

## Trama
Una moltitudine di castori costruisce una diga su un piccolo fiume. Alcuni portano il legno, altri preparano una sorta di cemento, altri ancora creano dei picchetti che vengono piantati da un'altra squadra. Più lontano, un altro gruppo rosicchia alberi a scapito degli altri animali che ci vivono, tra cui uno scoiattolo e un gufo. Appena la diga viene completata, una terribile tempesta si abbatte sul fiume. Un piccolo castoro scopre delle falle nella diga e le chiude con l'aiuto involontario di una tartaruga. La tempesta raddoppia creando delle onde nel fiume, e la diga viene distrutta. Per salvare le case dei suoi amici, il castoro abbatte allora un grande albero che cade di traverso nel fiume, fermando l'acqua.

## Distribuzione

### Edizioni home video
Il cortometraggio fu distribuito in DVD-Video nel secondo disco della raccolta Silly Symphonies, facente parte della collana Walt Disney Treasures e uscita in America del Nord il 4 dicembre 2001 e in Italia il 22 aprile 2004.